# Joué-du-Bois
Joué-du-Bois (jwe.dy.bwaⓘ) es una población y comuna francesa, situada en la región de Baja Normandía, departamento de Orne, en el distrito de Alençon y cantón de Carrouges.

## Demografía
| 590 | 526 | 429 | 416 | 391 | 428 |
| Para los censos de 1962 a 1999 la población legal corresponde a la población sin duplicidades (Fuente: INSEE [Consultar]) |     |     |     |     |     |